# Ламбетовская степень
Ламбетовская степень (англ. Lambeth degree) — в британском научном сообществе учёная степень, присуждаемая главой Англиканской церкви архиепископом Кентерберийским.
Право присуждать учёную степень было предоставлено главе Церкви Англии в 1533 году в рамках закона, направленного на освобождение английской церковной и общественной жизни от зависимости от Рима. Это право в последний раз было подтверждено в 2013 году включением архиепископа Кентерберийского в утверждённый министром университетов и науки Дэвидом Уиллетсом перечень субъектов права, присуждающих учёные степени. Наряду со степенями доктора и бакалавра богословия архиепископ вправе присуждать также степени доктора литературы, доктора музыки, доктора философии, доктора права, а также магистерские. Докторские ламбетовские степени признаются основанными на предварительном обучении, а не почётными. В некоторых случаях, однако, они присуждаются на основании экзамена или конкурса, а в некоторых — без этого. Получить ламбетовскую степень могут граждане Великобритании или стран Содружества и иные лица, способные принести присягу британскому монарху, поскольку по статуту ламбетовская степень утверждается монархом. Название степени обусловлено тем, что церемония её присуждения традиционно проводится в летней резиденции архиепископа — Ламбетском дворце.